# Ali Adnan Kadhim
Ali Adnan Kadhim Al-Tameemi (arabsky علي عدنان كاظم التميمي; narozen 19. prosince 1993, Bagdád) je irácký fotbalový obránce a reprezentant, který aktuálně hraje za italský klub Udinese Calcio.
V roce 2013 byl vyhlášen nejlepším mladým hráčem Asie. Médii bývá označován jako asijský Gareth Bale.

## Rodina
Jeho otec Adnan byl také fotbalistou a iráckým mládežnickým reprezentantem, jeho strýc Ali reprezentoval Irák i na seniorské úrovni.

## Klubová kariéra
Vyšel z fotbalové školy Ammo Baby a začlenil se do mládeže Al-Zawraa Sports Club (U17). Poté strávil jednu sezónu v Al-Quwa Al-Jawiya. V mužích debutoval v klubu Baghdad FC v roce 2010.
Po úspěšném MS dvacítek 2013 v Turecku zaujal představitele tureckého klubu Çaykur Rizespor, kam 1. srpna 2013 přestoupil.
V červenci 2015 přestoupil do italského klubu Udinese Calcio a stal se tak prvním iráckým fotbalistou v italské nejvyšší lize Serii A.

## Reprezentační kariéra
Ali Adnan Kadhim nastupoval za iráckou reprezentaci do 20 let. Zúčastnil se Mistrovství světa hráčů do 20 let 2013 v Turecku, kde iráčtí mladí fotbalisté obsadili konečné 4. místo.
V A-mužstvu Iráku debutoval 3. 12. 2012 ve svých 18 letech v zápase v katarském Dauhá proti týmu Bahrajnu.